# 加藤陽一 (脚本家)
加藤 陽一（かとう よういち、1979年2月10日 - ）は、日本の脚本家。東京都杉並区出身。株式会社プラスワン代表取締役、アーチ株式会社非常勤取締役。日本脚本家連盟会員。立教大学中退。妻は作詞家・シンガーソングライターのこだまさおり。

## 来歴・人物
2000年代より、テレビアニメの脚本家として作品のジャンルを問わず活動している。大学時代に放送作家としてデビュー。
『アイカツ!』・『妖怪ウォッチ』・『宇宙兄弟』を始めとする多数の作品で、シリーズ構成・脚本を担当し、幅広い層に向けてヒット作品を送り出している。
個性的な台詞とともにキャラクターや作品を世間に浸透させていくのが特徴のひとつで、『妖怪ウォッチ』ではコマさんが驚いた時に言う台詞の「もんげー」を発案。また、『アイカツ！』でも「芸能人はカードが命」、「おしゃもじをマイクに持ちかえて」、「うんうん、それもまたアイカツ!だね」（星宮いちご）、「穏やかじゃない」（霧矢あおい）、「これ、アイカツか?」（紫吹蘭）、「あなたがドならあたしはレ」（音城セイラ）、「オケオケオッケー」（冴草きい）、「世界の中心はここね!」（栗栖ここね）などを発案。『ドリフェス!』では「応援（エール）はドリカが示すもの」、「イケるっしょ!」（天宮奏）、「控えめに言ってサイコー超えてる」（三神遙人）、「貴方のためなら即位する」（風間圭吾）などを発案。『デジモンユニバース アプリモンスターズ』では「キサマの未来は検索済みだ!」（ガッチモン）、「あなたのハートにドッカンパンチ!」（花嵐エリ）、「ノレる? ノレない? 超ノレる!」（飛鳥虎次郎）などを発案。『デュエル・マスターズ』では「激しくアツかりしカードバトル」、「このドローは重いぜ! でも俺は引く、たとえこの指がペッキリ折れようと! 見せてやる、俺の熱血デュエ魂! ドーロドロドロドロドロドロドロドロドロドロ…ドロォオーーーーーーッ!!」（切札勝太）などを発案。『ひみつ×戦士 ファントミラージュ!』では「イケない心、ちょーだいします!」、「私のハート、ファンファンしてる!」（桜衣ココミ）、「完全に始まってる!」（明日海サキ）などを発案している。
東京2020オリンピック・パラリンピック競技大会のマスコットキャラクター・ミライトワとソメイティのアニメの脚本も手がけるなど、活動の幅を広げている。
『アイカツ!』・『ドリフェス!』・『アイドルマスター ミリオンライブ! 』・『アイドルマスター シャイニーカラーズ』など、アイドルアニメを多く手がけ、その手腕には定評がある。その特徴等について、『アイドルマスター ミリオンライブ! 』の監督を務めた綿田慎也は、「これだけのキャラクターを登場させ、比較的短い尺の中で特徴を出し、視聴者に印象付けをしなければならない。加藤さんの手腕が顕著に出ている」「あれだけの情報量をまとめてしまえるのは、プロ中のプロの仕事」「ドラマの段取りはまさに加藤さんが『アイカツ！』でお手の物でしたから、ライブシーンをどのようにドラマに落とし込んでいくかの話はしやすかった。あとは数回聞いただけで覚えてしまうようなワード、「現場大臣さん」とか「原っぱライブ」とか。そういったところにライターとしての強みが出ている」と語っている。また、「キャラクターの芝居やセリフだけでも、通常のTVアニメの3〜4倍の情報量を整理しなければいけない。そこの情報量だけでもパンクしてしまいそうでした。加藤陽一さんのようなロジカルなタイプのシナリオライターにまとめていただけたのは、本当にありがたいことでした」とも評している。

## 参加作品

### アニメシリーズ
2003年
- まっすぐにいこう。（2003年 - 2004年、シリーズ構成・脚本）

2004年
- 遙かなる時空の中で-八葉抄-（2004年 - 2005年、脚本）

2005年
- 陰陽大戦記（脚本）
- 遊☆戯☆王デュエルモンスターズGX（脚本）

2006年
- ブラック・ジャック21（脚本）
- 結界師（2006年 - 2008年、脚本）

2008年
- 逮捕しちゃうぞ フルスロットル（脚本）
- ネオ アンジェリーク Abyss（脚本）
- ネオ アンジェリーク Abyss -Second Age-（脚本）
- ヤッターマン（2008年 - 2009年、脚本）
- テイルズ オブ ジ アビス（脚本）
- 名探偵コナン（脚本）

2009年
- 07-GHOST（脚本）
- シャングリ・ラ（脚本）
- クッキンアイドル アイ!マイ!まいん!（脚本）
- 東京マグニチュード8.0（脚本）
- ミラクル☆トレイン〜大江戸線へようこそ〜（シリーズ構成・脚本）

2011年
- ファイ・ブレイン 神のパズル（脚本）

2012年
- 機動戦士ガンダムAGE（脚本）
- 宇宙兄弟（2012年 - 2014年、シリーズ構成（第21話以降）・脚本）
- アイカツ!（2012年 - 2016年、シリーズ構成・脚本）
- マギ The labyrinth of magic（2012年 - 2013年、脚本）

2013年
- ムシブギョー（シリーズ構成・脚本）
- マギ The kingdom of magic（2013年 - 2014年、脚本）

2014年
- 妖怪ウォッチ（2014年 - 2018年、シリーズ構成・脚本）
- デュエル・マスターズ VS（2014年 - 2015年、シリーズ構成・脚本）

2015年
- デュエル・マスターズ VSR（2015年 - 2016年、シリーズ構成・脚本）
- モンスターストライク（シリーズ構成・脚本）

2016年
- デュエル・マスターズ VSRF（2016年 - 2017年、シリーズ構成・脚本）
- モンスターストライク 夏スペシャル「マーメイド・ラプソディ」（脚本）
- デジモンユニバース アプリモンスターズ（2016年 - 2017年、シリーズ構成・脚本）
- タイムボカン24（シリーズ構成・脚本）
- ドリフェス!（シリーズ構成・脚本）

2017年
- デュエル・マスターズ（2017年 - 2018年、シリーズ構成・脚本）
- モンストアニメ セカンドシーズン（シリーズ構成・脚本）
- センリツのルシファー ただひとつの始まりの歌（シリーズ構成・脚本）
- モンソニ! ダルタニャンのアイドル宣言（シリーズ構成・脚本）
- ドリフェス!R（シリーズ構成・脚本）
- タイムボカン 逆襲の三悪人（シリーズ構成・脚本）
- XFLAGオリジナルアニメ「いたずら魔女と眠らない街」（脚本）

2018年
- ポチっと発明 ピカちんキット（2018年 - 2020年、シリーズ構成・脚本）
- デュエル・マスターズ!（2018年 - 2019年、シリーズ構成・脚本）
- 妖怪ウォッチ シャドウサイド（2018年 - 2019年、シリーズ構成・脚本）
- イナズマイレブン アレスの天秤（脚本）
- イナズマイレブン オリオンの刻印（2018年 - 2019年、脚本）
- 東京2020オリンピック・パラリンピック競技大会 ミライトワとソメイティ アニメ映像（脚本）
- 爆釣バーハンター（2018年 - 2019年、シリーズ構成・脚本）

2019年
- デュエル・マスターズ!!（2019年 - 2020年、シリーズ構成・脚本）
- 妖怪ウォッチ!（シリーズ構成・脚本）

2020年
- デュエル・マスターズ キング（2020年 - 2021年、シリーズ構成・脚本）

2021年
- 宇宙なんちゃら こてつくん（2021年 - 2023年、シリーズ構成・脚本）
- デュエル・マスターズ キング!（2021年 - 2022年、シリーズ構成・脚本）
- マジカパーティ（シリーズ構成・脚本）
- 妖怪ウォッチ♪（2021年 - 2023年、シリーズ構成・脚本）
- SCARLET NEXUS（シリーズ構成・脚本）

2022年
- デュエル・マスターズ キングMAX（シリーズ構成・脚本）
- デュエル・マスターズ WIN（2022年 - 2023年、シリーズ構成・脚本）
- ぐでたま 〜母をたずねてどんくらい〜（シリーズ構成・脚本）

2023年
- デュエル・マスターズ WIN 決闘学園編（2023年 - 2024年、シリーズ構成・脚本）
- Ryan's World Island Adventures （シリーズ構成・脚本）
- アイドルマスター ミリオンライブ!（シリーズ構成・脚本）
- Ryan's World Ninja Adventures （シリーズ構成・脚本）

2024年
- アイドルマスター シャイニーカラーズ（シリーズ構成・脚本）
- JOCHUM（2024年 - 2025年、シリーズ構成・脚本）
- ウィッシュキャット（シリーズ構成作家・シナリオ作家）
- Ryan's Rescue Squad Saves Robot City From FIRE（シリーズ構成・脚本）
- アイドルマスター シャイニーカラーズ 2nd season（シリーズ構成・脚本）
- Duel Masters LOST 〜追憶の水晶〜（シリーズ構成・脚本）
- Duel Masters LOST 〜月下の死神〜（2024年 - 2025年、シリーズ構成）

2025年
- 魔神創造伝ワタル（シリーズ構成・脚本）
- キミとアイドルプリキュア♪（シリーズ構成・脚本）
- コウペンちゃん（シリーズ構成・脚本）

### 劇場作品
2014年
- 映画 妖怪ウォッチ 誕生の秘密だニャン!（脚本）
- 劇場版アイカツ!（脚本）

2015年
- アイカツ!ミュージックアワード みんなで賞をもらっちゃいまSHOW!（ステージ構成）
- 映画 妖怪ウォッチ エンマ大王と5つの物語だニャン!（脚本）

2016年
- ルドルフとイッパイアッテナ（脚本）
- アイカツ！～ねらわれた魔法のアイカツ！カ―ド～（脚本）
- モンスターストライク THE MOVIE はじまりの場所へ（ストーリー構成）
- 映画 妖怪ウォッチ 空飛ぶクジラとダブル世界の大冒険だニャン!（脚本）

2019年
- 劇場版シティーハンター 新宿プライベート・アイズ（脚本）
- 東映まんがまつり 映画 爆釣バーハンター 謎のバーコードトライアングル！ 爆釣れ！神海魚ポセイドン（脚本）

2020年
- 劇場版 ひみつ×戦士 ファントミラージュ！ 〜映画になってちょーだいします～（脚本）

2021年
- 劇場版 ポリス×戦士 ラブパトリーナ！ ～怪盗からの挑戦！ラブでパパッとタイホせよ！～（脚本）
- 映画 妖怪ウォッチ♪ ケータとオレっちの出会い編だニャン♪ワ、ワタクシも〜♪♪（脚本）
- 劇場版 総集編 マジカパーティ（脚本）

2022年
- 映画ざんねんないきもの事典（脚本）
- アイカツ！ 10th STORY ～未来へのSTARWAY～（短編版）（脚本）

2023年
- 妖怪ウォッチ♪ ジバニャンvsコマさん もんげー大決戦だニャン（脚本）
- アイカツ！ 10th STORY ～未来へのSTARWAY～（長編版）（脚本）
- アイドルマスター ミリオンライブ！ 先行上映 第1幕（シリーズ構成・脚本）
- アイドルマスター ミリオンライブ！ 先行上映 第2幕（シリーズ構成・脚本）
- アイドルマスター ミリオンライブ！ 先行上映 第3幕（シリーズ構成・脚本）
- アイドルマスター シャイニーカラーズ 劇場先行上映 第1章（シリーズ構成・脚本）
- アイドルマスター シャイニーカラーズ 劇場先行上映 第2章（シリーズ構成・脚本）

2024年
- アイドルマスター シャイニーカラーズ 劇場先行上映 第3章（シリーズ構成・脚本）
- アイドルマスター シャイニーカラーズ 2nd season 劇場先行上映 第1章（シリーズ構成・脚本）
- アイドルマスター シャイニーカラーズ 2nd season 劇場先行上映 第2章（シリーズ構成・脚本）
- わんだふるぷりきゅあ!ざ・むーびー! ドキドキ♡ゲームの世界で大冒険!（脚本）
- アイドルマスター シャイニーカラーズ 2nd season 劇場先行上映 第3章（シリーズ構成・脚本）

2025年
- アイカツ！メモリアルステージ～輝きのユニットカップ～（脚本）
- 遠井さんは青春したい！『バカとスマホとロマンスと』（脚本）

### テレビドラマ
2008年
- 東京ゴースト・トリップ（脚本）

2019年
- ひみつ×戦士 ファントミラージュ!（シリーズ構成・脚本）

2020年
- ポリス×戦士 ラブパトリーナ!（シリーズ構成・脚本）

2021年
- ビッ友×戦士 キラメキパワーズ!（シリーズ構成・脚本）

2022年
- リズスタ -Top of Artists!-（シリーズ構成・脚本）

2024年
- 民王R（脚本）

### DVD / Blu-ray
2007年
- ガンダムSEED & SEED DESTINY ファンディスク SEED SUPERNOVA er（脚本）
- ガンダムSEED & SEED DESTINY ファンディスク SEED SUPERNOVA ist（脚本）

2010年
- 「戦国BASARA弐」音声特典バラエティーParty CD（脚本・構成）

2012年
- 男子高校生の日常 DVD Blu-ray特典スペシャルCD 男子高校生の見せられない日常（脚本）

### ノベル
2008年
- 桜蘭高校ホスト部 〜とびっきり!〜

2009年
- 桜蘭高校ホスト部 〜とっておき!〜

2010年
- 東京マグニチュード8.0 〜悠貴と星の砂〜

2014年
- 劇場版アイカツ!

2016年
- ルドルフとイッパイアッテナ 映画ノベライズ

2019年
- 劇場版シティーハンター 〈新宿プライベート・アイズ〉: 公式ノベライズ

2020年
- 劇場版 ひみつ×戦士 ファントミラージュ! ～映画になってちょーだいします～

2021年
- 劇場版 ポリス×戦士 ラブパトリーナ! ～怪盗からの挑戦！ラブでパパッとタイホせよ!～

2022年
- 映画ざんねんないきもの事典 ノベライズ

### 漫画
2009年
- 声優かっ!（構成協力）

2010年
- ミニ戦国BASARA弐（脚本・構成）

2011年
- まめ戦国BASARA（構成）

2022年
- デビル・イン・ウラワンダーランド（2022年-、脚本）

### ゲーム
2010年
- Happy☆Magic! 〜ハピ☆マジ!〜（構成・シナリオ）
- スーパーロボット大戦L（シナリオ）

2011年
- 最後の約束の物語（シナリオ）
- 戦国BASARA3 宴（シナリオ）

2012年
- 時と永遠 〜トキトワ〜（シナリオ）

2014年
- 妖怪ウォッチ2 元祖/本家（シナリオ）

2016年
- ドリフェス!（原案協力）

2018年
- 星と翼のパラドクス（シナリオ）

2024年
- FOAMSTARS（シナリオ）

### 舞台脚本／イベント構成
2010年
- 舞台版ミラクル☆トレイン〜大江戸線へようこそ〜（脚本）
- 戦国BASARA FES. 2010 蒼の陣／紅の陣

2012年
- 舞台版ミラクル☆トレイン〜大江戸線へようこそ〜 2nd approach（脚本）
- Kiramune Presents リーディングライブ『鍵のかかった部屋』（脚本）

2013年
- Kiramune Presents リーディングライブ『悪魔のリドル ～escape 6～』（脚本）

2017年
- LAWSON presents Sphere live tour 2017 "We are SPHERE!!!!!"（朗読パート　脚本）

2018年
- アイカツ！シリーズ 5thフェスティバル!!（ドラマパート・開演前アナウンス・ブリッジ　脚本）

2024年
- アイカツ！「あかりGeneration 10周年記念イベント『キラッキラ！』」（朗読パート・開演前アナウンス　脚本）

2025年
- 下地紫野ソロイベント「モノローグ」（朗読パート・脚本）

### 雑誌連載
2010年
- 月刊ニュータイプ TVアニメ「戦国BASARA弐 斬光」オリジナル描きおろし小説

### プラネタリウム
2012年
- プラネタリウム「宇宙兄弟 一点のひかり」（脚本）

2016年
- 妖怪ウォッチ プラネタリウムは星と妖怪がいっぱい！（脚本）

2022年
- 妖怪ウォッチ♪ コマさんからのSOS! ブラックホールへレッツゴーだニャン♪（脚本）

### 講演
2015年
- AnimeJapan 2015 クリエイター体験講座 『妖怪ウォッチ』『アイカツ！』にみるヒットアニメ脚本術